# アンチポート
アンチポート（英: antiport）は、細胞膜に存在する膜輸送体によって、2種類以上の分子またはイオンを反対方向に輸送する機構である。対向輸送ともいい、アンチポートを行うタンパク質は、アンチポート体、交換輸送体とも呼ばれる。細胞膜をはさむNa+の電気化学的勾配により蓄えられたエネルギーを使用して能動輸送を行う。Na+/H+交換輸送担体、Na+共役型多剤排出ポンプなど。